# 2015 en Alberta
Chronologie de l'Alberta
- 2011
- 2012
- 2013
- 2014
- 2015
- 2016
- 2017
- 2018
- 2019

Cette page concerne des événements qui se sont produits durant l'année 2015 dans la province canadienne de l'Alberta.

## Politique
- Premier ministre : Rachel Notley (NPD) (élu le 5 mai face au sortant Jim Prentice (Parti progressiste-conservateur))
- Chef de l'Opposition : Heather Forsyth (en) (intérim) puis Brian Jean (Parti Wildrose)
- Lieutenant-gouverneur : Donald Ethell (en)
- Législature : 28e (en) puis 29e (en)

## Événements
- 1er janvier : une fusillade éclate dans le quartier Killarney (en) à Calgary lors d'une fête du jour de l'an dans une résidence privée faisant un mort et sept blessés. La police de Calgary n'a procédé à aucune arrestation[1].

- 23 février : une famille de Fort McMurray a été empoisonné après avoir tenté de tuer les punaises de lit à l'aide de comprimés de phosphine importés illégalement. Un enfant de huit mois est mort et cinq autres ont été hospitalisés[2].

- 28 mars : l'ancien député fédéral de Fort McMurray—Athabasca Brian Jean est élu (en) chef du Parti Wildrose avec 54,8 % du vote face à ses deux adversaires Drew Barnes (en) et Linda Osinchuk.

- 5 mai : Élection générale en Alberta.

- 22 mai : la députée néo-démocrate provinciale de Calgary-Bow Deborah Drever est suspendue du caucus à la suite des controverses sur les messages de médias sociaux.

- 2 au 7 septembre 2015 : 3e édition du Tour d'Alberta. La course fait partie du calendrier UCI America Tour 2015 en catégorie 2.1.

- 19 octobre : le Parti libéral de Justin Trudeau remporte les élections et formeront un gouvernement majoritaire. Le résultat au Canada est de 184 libéraux, 99 conservateurs, 44 néo-démocrates, 10 bloquistes et 1 verts. En Alberta, les résultats sont de 29 conservateurs, 4 libéraux et 1 néo-démocrate.

- 20 octobre : à la suite de sa défaite électorale, Stephen Harper démissionne de son poste de chef du Parti conservateur. Il siégera désormais comme simple député[3].

- 5 novembre : la députée fédérale de Sturgeon River—Parkland Rona Ambrose est nommé chef intérimaire du Parti conservateur à la suite de la démission de Stephen Harper.

## Décès
- 5 janvier : Dan Held (en), joueur de hockey sur glace.

- 16 juin : Gregory Roy Parks, dit Greg Parks, (né le 25 mars 1967 à Edmonton — mort à Edmonton), joueur canadien de hockey sur glace.